# أكاب
العَيْر الزرافي أو الأُكاب (الاسم العلمي: Okapia johnstoni) هو حيوان ثديي من شفعيات الأصابع، موطنه الأصلي منطقة أفريقيا الوسطى. ينتمي الأكاب إلى عائلة الزرافة (Giraffidae).

## الوصف
حيوان الأكاب حيوان غريب ذو لون جسم بني محمر، ووجهه رمادي، وأرجله مخططه باللونين الأبيض والأسود ويعتقد أن هذه العلامات لمساعدة الصغار على تتبع أمهاتها في الغابات المطيره الكثيفة، وهي أيضا بمثابة تمويه. له لسان أزرق طويل شبيه بلسان الزرافة يستخدمه في تنظيم أذنيه، وقرنين فوق رأسه.
وأهم ما يميز الأكاب أن قائمتيه الخلفيتين تشبهان قائمتي الحمار الوحشي مما أحدث خللاً في اعتقاد العلماء من نوعه أو أن له سلالة مستقلة. وتشتهر حيوانات الأكاب بصفة الخجل، لذلك يصعب مشاهدتها في الغابات.
شكل الجسم مشابة لشكل الزرافة إلّا أن حيوانات الأكاب لديها رقاب أقصر بكثير وعلى الرغم من الصلة الوثيقة التي تجمع ما بين الأكاب والزرافة فإنه يختلف عنها حجماً ولوناً فارتفاعه حتى المنكبين لا يزيد على متر ونصف المتر، وقوامه وعنقه أقصر من قوائم الزرافة وعنقها كلا النوعين لها لسان طويل جدا (حوالي 30 سم) مرن ولونه أزرق تستخدمه في سحب البراعم والأوراق من الأشجار.

## مناطق تواجده
يتواجد في الغابات الماطرة في أفريقيا الوسطى، وبالأخص في جمهورية الكونغو الديمقراطية. ويعتقد اليوم بوجود حوالي 15 ألفاً من الأكاب يتواجد معظمها في الكونغو. ويواجه هذا الحيوان تهديداً في موطنه وذلك للهجرة البشرية ونشاطات التعدين والبحث عن المصادر الطبيعية في منطقة تواجده.

## غذاؤه
ينشط الحيوان في الصباح ويتغذى على الأعشاب وأوراق وبراعم الأشجار، بالإضافة إلى نباتات السرخس والفاكهة والفطريات.

## التكاثر
يعيش غالباً وحده. تحمل أنثى الأكاب لمدة تتراوح ما بين 420 إلى 450 يوماً قبل أن تلد . يشرب رضيع الأكاب الحليب لمدة ستة أشهر. ينضج الأكاب في سن الرابعة أو الخامسة. يمكن أن يصل عمر الأكاب إلى 30 عاماً أو أكثر.

## الجدل حول الأكاب
احتار بعض العلماء الذين درسوا الأكاب في الماضي، لكون شكله مزيج من الزرافات والحمير الوحشية.

## معرض صور

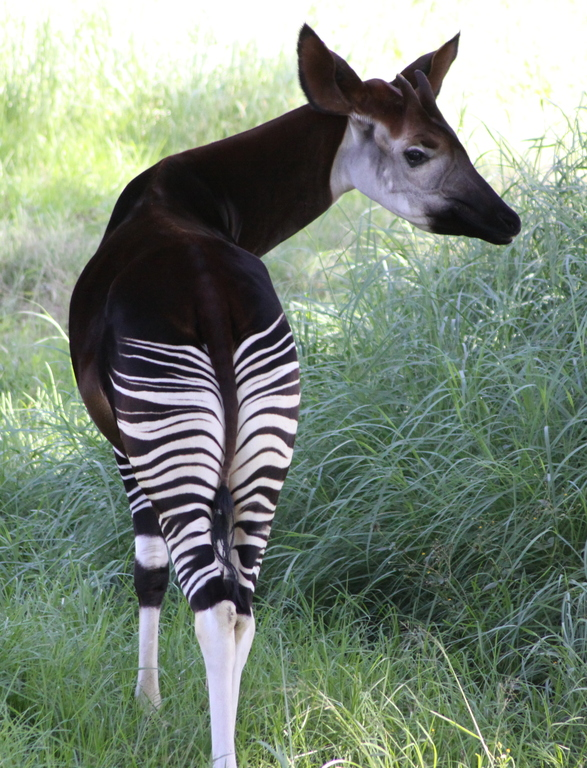
صورة للقسم الخلفيّ لجسم الأكاب مبينةً مظهر الخطوط الرجليّة
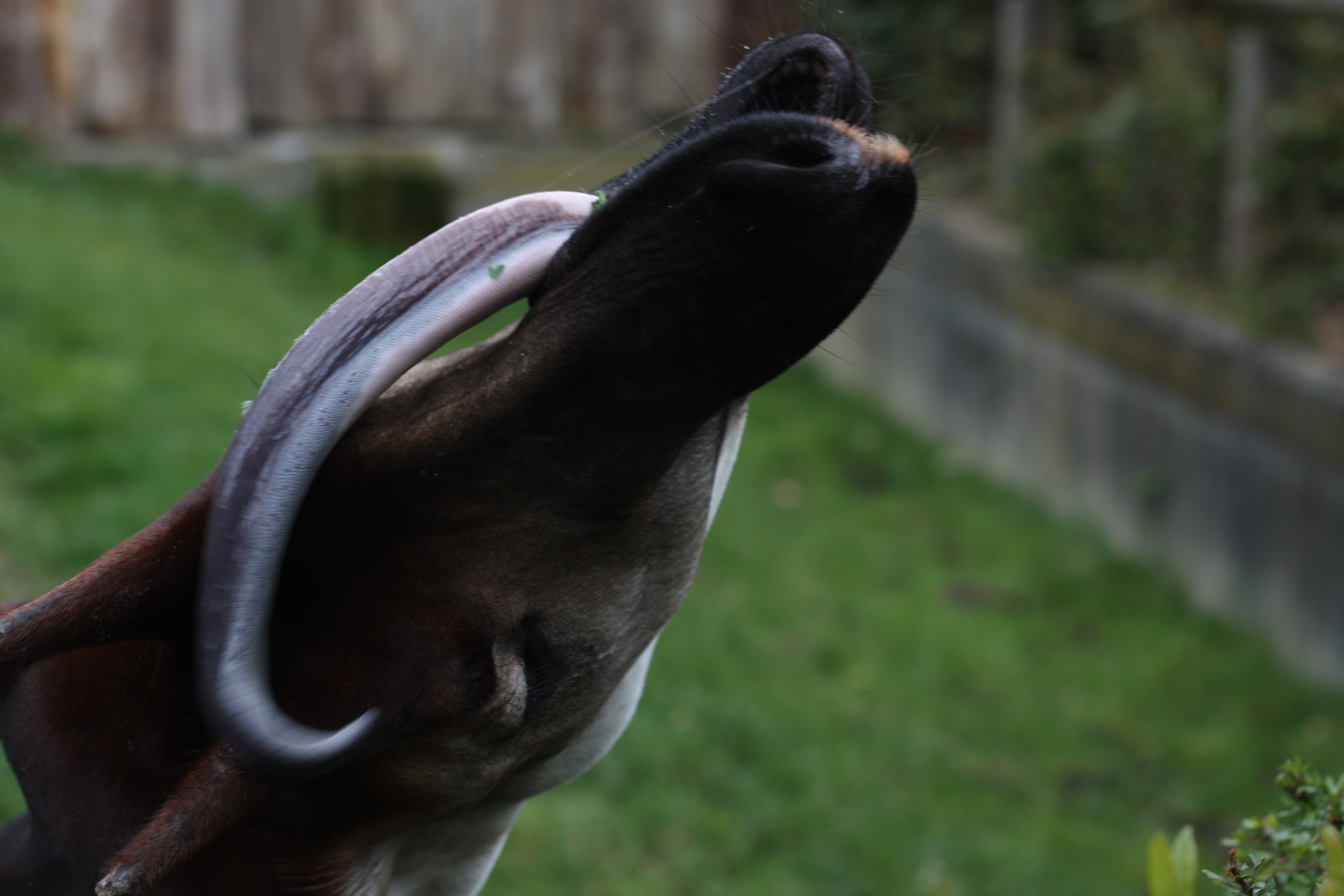
صورة تبيّن لسان الأكاب الطويل
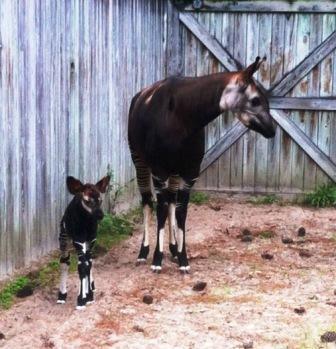
أكاب مع عجله بمحمية البلّوط الأبيض (White Oak Conservation) بولاية فلوريدا